# Alice Fliegel
Berta Alice Fliegel (* 6. Juni 1884 in Leipzig; † 30. November 1973 in Bridgewater Township (New Jersey)) war eine deutsche Schriftstellerin, Übersetzerin und Rundfunkpionierin.

## Leben
Alice Fliegel war in erster Ehe von 1904 bis 1924 mit dem Verleger Alexander Jadassohn verheiratet, mit dem sie zwei Kinder bekam: Kurt Jadassohn (* 1905 Berlin; † 1983 Brevard County, Florida), der später Vizepräsident und Generalmanager der Verwertungsgesellschaft SESAC (Society of European Stage Authors and Composers) wurde, und Margarita Jadassohn (* 1908 Zehlendorf). Die Ehe wurde geschieden. Ihr zweiter Ehemann war Hans Bodenstedt. Ab den 1920er Jahren war sie Mitarbeiterin der NORAG und gestaltete dort unter anderem das „Musikalische Bilderbuch“ und zusammen mit Frieda Radel den Frauenfunk.
Heinz Schwitzke berichtet über diese Frühzeit der Radioprogrammgestaltung und speziell des Hörspiels, dass die ersten Sendungen, in denen literarische Texte vorgestellt wurden, im Frühjahr 1924 zu hören waren. Zuerst seien Stücke mit möglichst wenigen Personen gewählt worden, die wahrscheinlich mit verteilten Rollen gelesen worden seien. Als dramatische Premiere im deutschen Rundfunk sei am 23. April 1924 Tagores Postamt im Frankfurter Sender von zwei Sprechern gelesen worden. Am 22. Mai folgte laut Schwitzke Goethes Laune des Verliebten in Hamburg und am 31. der Schwank Das Salz der Erde von Görner  in Berlin. Laut Schwitzke „folgten in Hamburg, wo die ehrgeizige Gattin des Direktors Bodenstedt, Alice Fliegel, auf Versuche mit künstlerischen Wortprogrammen drängte, am 11. Juni Szenen aus Strindbergs Traumspiel […] und am 15. Juni ein Hans-Sachs-Schwank […] Kurz darauf wurde auch Hofmannsthals Tod des Tizian in Hamburg gesendet. Die aktive Direktorin brachte für damalige Zeiten ungewöhnlich ‚moderne‘ Programmformen auf, wie sie sonst noch nirgends im Schwange waren: literarisch-musikalische Kombinationen in Art der späteren ‚Hörfolgen‘, z. B. Von Blumen, Vögeln und Sonnenschein (9. Juni), und, in der Heinzelmann-Stunde des Kinderfunks, Märchenerzählungen mit musikalischen Illustrationen (ab 22. Juni).“ Alice Fliegel-Bodenstedt habe bei diesen Sendungen fast immer auch als Sprecherin mitgewirkt.

## Werke
- Klasse 1b, Harmonie-Verlag, Berlin 1905
- Neue Schulgeschichten, Harmonie-Verlag, Berlin 1907
- Totenwache, Raben-Verlag, Berlin, um 1913
- ... denn es ist Erntezeit, 1914
- Ein Sommerlied, Raben-Verlag, Berlin 1918
- Worauf sie warten..., Raben-Verlag, Berlin 1919
- Auf eigener Scholle, Knoblauch, Berlin 1920
- Die Versuchung Jesu, Raben-Verlag, Berlin 1920
- Heiligland, Bodenstedt, Berlin 1921
- Liebe, Eigenbrödler-Verlag, Berlin 1926
- Der Herr der Erde, Rufu-Verlagsgesellschaft, Hamburg 1926
- Die Geschwister, Neufeld & Henius, Berlin 1927
- Das Goldene Buch der Mädchen, Eigenbrödler-Verlag, Berlin 1928
- Die Madonna in der gläsernen Kugel, Enoch, Hamburg 1929
- Gedichte, M. Riegel Verlag, Hamburg 1930
- Ein Leben vor dem Tode, Payne, Leipzig 1935
- Desiree, Payne, Leipzig 1936
- Der Meister vom sündhaften Gitter, Salzburg 1940